# 大村智
大村智（日语：／ Ōmura Satoshi，1935年7月12日—），日本天然有機物化學家、美術品蒐藏家。他是五個G7國家科學院的外籍院士、歐洲科學院院士、中國工程院外籍院士、日本學士院會員。現任北里大學特別榮譽教授。瑞寶重光章、紫綬褒章、文化勳章表彰。文化功勞者。
大村教授是運用遺傳工程創造新化合物的第一人，因發現伊維菌素、開發阿維菌素，被譽為「拯救2億人口生命的化學家」，亦是繼青霉素之後又一偉大醫療貢獻。
2015年，大村智與威廉·C·坎贝尔、屠呦呦共同獲得諾貝爾生理學或醫學獎，成為繼小柴昌俊之後第2位「雙博士」頭銜的日本人諾貝爾獎得主。

## 生平
1935年7月12日出生於日本山梨縣韮崎市的農家，在家中5名兄弟姊妹排行第2。山梨大學學藝學部畢業後，大村在東京都擔任高中老師，主授化學、體育。數年後，在東京教育大學碩士班旁聽中西香爾（現·哥倫比亞大學教授）的課程，並經中西教授介紹考入東京理科大學碩士班，陸續取得藥學博士（東京大學論文博士；1968年）、理學博士（東京理科大學；1970年）學位。
1965年開始服務於北里研究所（页面存档备份，存于）體系，1970年至1990年間也在東京理科大學擔任兼職講師。
1971年，大村成為衛斯理大學訪問學者，他在一場加拿大的國際研討會中邂逅馬克斯·蒂斯勒（時任美國化學會會長），後來兩人申請到默克藥廠的研究補助金。他原有留美研究的打算，但仍選擇在1973年返國，並開始領導北里大學的抗體實驗室以及與默克藥廠的長期合作。1975年，他升職為北里大學藥學院教授。在過去數十年中，大村研究室也培養了31名大學教授與120名博士畢業生。
如今，大村智是北里大學特別榮譽教授、衛斯理大學馬克斯·蒂斯勒化學教授。

## 研究
大村智是世界最初以遺傳工程創造新化合物的科學家。他以大環內酯研究為中心，開展了一系列化合物與生物有機化學研究，不僅為抗寄生蟲的抗生素工業打下基礎，也開闢全新的研究領域。他的研究小組分離出產生抗寄生化合物阿維菌素的阿維鏈黴菌菌株。威廉·C·坎贝尔後來獲得了這些細菌，並開發了目前用於對抗河盲症、淋巴絲蟲病和其他寄生蟲感染的衍生藥物伊維菌素。其獲得世界衛生組織（WHO）指定為特效藥，免費供給非洲和拉丁美洲的疫區使用 。
自1970年代以來，大村以他獨創的微生物搜索系統，發現了450種以上的新化合物，其中有25種用於藥物和試劑，比如蛋白激酶特異性抑製劑－星形孢菌素、蛋白酶體抑製劑－
Lactacystin、脂肪酸生物合成抑製劑－Cerulenin，還有Andrastin A、Herbimycin、Neoxaline等等。這些發現對生命現象的闡明有很大的貢獻。此外，由大村發現的具有獨特結構和生物活性的化合物，做為在藥物發現研究中的鉛化合物也引起了關注，並已形成了新的抗癌藥物。
有一座布基納法索雕塑家恭塑的銅像安放於在北里大學・北里研究所校園內，讚揚大村智的功績。類似的銅像也安放在WHO總部、卡特中心、默克藥廠、世界銀行總部、布基納法索WHO非洲盤尾絲蟲病控制方案。

## 2015年諾貝爾醫學獎

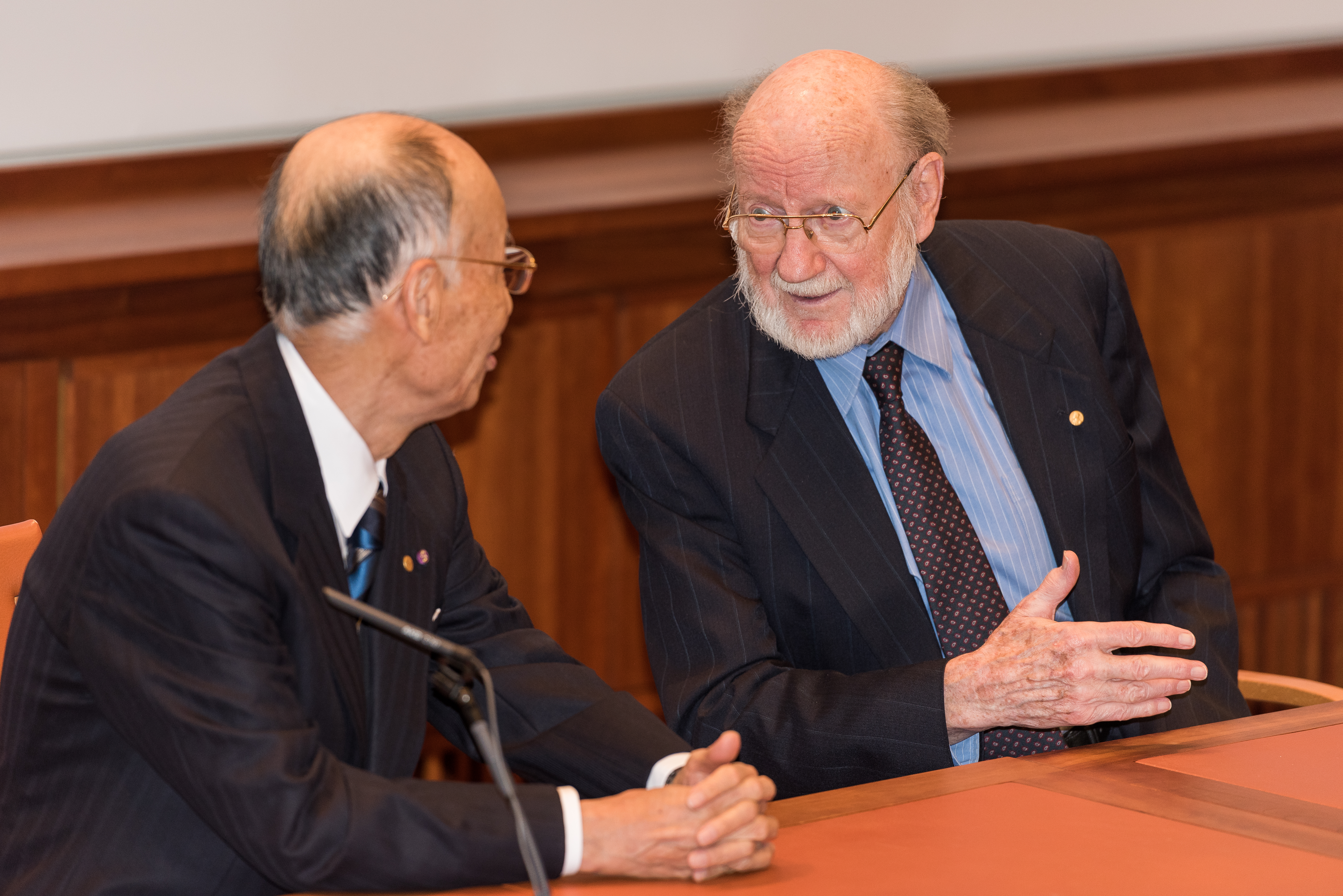
大村智與威廉·塞西尔·坎贝尔在斯德哥爾摩

大村智曾經名列講談社特刊「改變日本的天才」之一，並於2015年10月5日獲得諾貝爾生理學或醫學獎，成為首位擁有私立大學學位（東京理科大學）的日本人諾貝爾獎得主。
訊息公佈後，大村服務的北里大學的官方網站，因不堪訪問爆量臨時設置「閱覽限制」，以純文字首頁示人。北里大學（北里研究所）校長、理事長在首頁的祝賀聲明中說：
|  | 北里研究所的創始人北里柴三郎博士，曾在德國成功培養破傷風菌、確立血清療法，名列首屆諾貝爾生理學或醫學獎候選人，卻留下反常落選的遺憾。如今超過一世紀後，大村教授獲得了諾貝爾獎，可謂繼承了北里博士的學統，令人感慨萬千。 去年11月是北里研究所創立100週年，北里大學創立50周年。今年是我們新的百年的第一步，在如此具紀念性的一年遭逢如此喜事，已非偶然幸運所能言之。 |

10月9日，大村智與諾貝爾化學獎得主野依良治會面懇談，野依恭賀大村「達成了北里柴三郎教授的悲願」。

## 獲獎紀錄
- 1985年　赫希斯特·羅素獎（美國微生物學會）
- 1986年　日本藥學會獎
- 1988年　上原獎（日语：上原賞）（上原記念生命科學財團）
- 1990年　日本學士院獎
- 1991年　查爾斯·托姆獎（美國工業微生物學會）
- 1995年　藤原獎
- 1995年　美國工業微生物學會功績獎
- 1995年　日本放線菌學會特別功績功勞獎
- 1997年　羅伯·柯霍獎「科霍金質獎章」（德國）[18]
- 1998年　瑪希隆王子獎（泰國）
- 2000年　中西獎（美國化學會—日本化學會）
- 2000年　野口獎（山梨日日新聞、山梨放送、山梨文化會館（日语：山梨文化会館））
- 2002年　（東京理科大學理窗會）
- 2005年　Ernest Guenther Award in the Chemistry of Natural Products（美國化學會）
- 2007年　Hamao Umezawa Memorial Award（國際化學療法學會）
- 2010年　四面體獎
- 2011年　Arima Award（國際微生物聯盟）
- 2014年　蓋爾德納國際保健獎[19]
- 2015年　朝日獎
- 2015年　諾貝爾生理學或醫學獎
- 2015年　文化勳章
- 2015年　東京都榮譽獎[20]
- 2016年　日本放線菌学会特別榮譽獎

名譽博士學位
- 1992年　德布勒森大學
- 1994年　維思大學
- 2016年　上海交通大學

## 授勛・榮銜
- 1992年　紫綬褒章
- 1992年　法國國家功績勳章
- 2000年　山梨縣韮崎市榮譽市民
- 2002年　山梨縣縣政特別功績者
- 2008年　法國榮譽軍團勳章
- 2011年　瑞寶重光章[21]
- 2012年　文化功勞者
- 2012年　山梨縣韮崎市市民榮譽賞
- 2015年　文化勳章
- 2015年　埼玉縣民榮譽章
- 2015年　東京都榮譽賞
- 2015年　山梨縣名譽縣民
- 2015年　世田谷區民榮譽章
- 2015年　埼玉市民榮譽賞
- 2016年　名譽都民（日语：名誉都民）[22][23]
- 2016年　北本市民榮譽賞
- 2017年　世田谷區名譽區民[24]

## 所屬科學院
- 1992年　德國科學院（Leopoldina）院士
- 1999年　美國國家科學院外籍院士
- 1998年　日本化學會名譽會員
- 2001年　日本學士院會員
- 2002年　法國科學院外籍院士
- 2003年　日本細菌學會（日语：日本細菌学会）特別名譽會員
- 2005年　俄羅斯科學院院士
- 2005年　日本放線菌學會名譽會員
- 2005年　英國皇家化學會名譽院士
- 2005年　歐洲科學院院士
- 2006年　中國工程院外籍院士
- 2009年　日本農藝化學會（日语：日本農芸化学会）名譽會員
- 2014年　日本藥學會名譽會員
- 2016年　日本藥劑師會名譽會員
- 2016年　有機合成化學協會（页面存档备份，存于）名譽會員
- 2016年　日本化學療法協會（页面存档备份，存于）特別名譽會員

## 外部連結
- Professor Satoshi Omura | Biography（页面存档备份，存于）
- 大村 智 Satoshi Omura（页面存档备份，存于）
- 韮崎大村美術館（页面存档备份，存于）
- 化学者、2億人を救う。「元高校教師」が生み出した薬 - Yahoo! JAPAN（页面存档备份，存于）
- 諾貝爾獎得主》曾是體育健將與高中老師 如今讓數億人免於失明威脅的大村智-國際｜科學新知-風傳媒（页面存档备份，存于）
- 诺贝尔奖的壮举和日本的大学教育 / 日语要“消亡”了吗 | Foreign Press Center Japan（页面存档备份，存于）